# Kootenichela deppi
Kootenichela deppi — вид вимерлих морських  членистоногих, єдиний у складі монотипного роду Kootenichela родини Kootenichelidae з класу Megacheira, вік близько 500 млн років.

## Опис
Виявлено в відкладеннях  кембрійського періоду:  Національний парк Кутеней (англ. Kootenay National Park, Stanley Glacier, Британська Колумбія, Канада), вік близько 500 млн років. Тобто, Kooteninchela deppi жила ще до появи тут динозаврів і мешкала в морському шельфі на території нинішньої Канади. Рід Kootenichela, мабуть, належить до примітивних членистоногих і, ймовірно, сестринський до таксона Worthenella. У цілому, ця група може бути предковою до сучасних ракоподібних і скорпіонів (павукоподібних).
Kootenichela deppi має видовжене тіло (близько 4 см), що складається з принаймні 29 сегментів однакової форми і зовнішнього вигляду. Кожний сегмент закінчується однією парою придатків. Будова кігтеподібних головних придатків (передніх кінцівок) нагадує ножиці (кожен з трьома відростками — «лезами»). На голові є великі очі, що сидять на виступаючих стеблинках.

## Етимологія
Вид був вперше описаний в 2013 p. англійським палеонтологом Девідом Леггом (David Legg, Department of Earth Science and Engineering, Imperial College London, South Kensington Campus, Лондон) і названий на честь американського актора Джонні Деппа, за його роль у фільмі «Едвард руки — ножиці» (1990), так як руки героя і морфологія придатків Kootenichela deppi мають певну схожість. Родова назва Kootenichela складається з двох слів: назви парку (англ. Kootenay National Park), де знайдено типовий екземпляр, і латинського слова chela.

## Ресурси Інтернету
- Именем Джонні Деппа названо древню істоту [Архівовано 2 жовтня 2013 у Wayback Machine.]. 17.05.2013, PaleoNews [Архівовано 2 жовтня 2013 у Wayback Machine.]
- Стародавнього омара названо на честь Джонні Деппа [Архівовано 24 грудня 2013 у Wayback Machine.]. 22 травня 2013, Корреспондент.net
- Smith Colin. Actor Johnny Depp immortalised in ancient fossil find  [Архівовано 29 жовтня 2013 у Wayback Machine.] Imperial College London. 16 May 2013 (Зображення)
- Woollaston Victoria. Meet the Kooteninchela deppi an ancient lobster-like beast with scissor claws that roamed the sea 500 million years ago… and it's just been named after Johnny Depp  [Архівовано 10 березня 2014 у Wayback Machine.] Dailymail. 16 May 2013 (Зображення)
- †Kootenichela deppi Legg 2013 [Архівовано 2 жовтня 2013 у Wayback Machine.]. The Paleobiology Database.